# قلعة رعوم
قلعة رعوم هي قلعة تاريخية تقع على قمة جبل رعوم الذي يتوسط قرية سلوه في نجران جنوب المملكة العربية السعودية، بالقرب من طريق الأمير سلطان، وهذه القلعة صخرية لا تزال واضحة المعالم، ويمكن الصعود إليها بواسطة طريق جبلي مرصوص، ويرتادها عشاق الآثار وهواة رياضة تسلق الجبال.

## التاريخ
كانت مرقب قديم جداً وفيها مايسمى جديرة او رضيمة تاريخية تستخدم للمراقبة واستمرت حتى غزا جيش الامام الزيدي نجران عام 1348 هـ، قام بتوسيع البناء وانشاء غرف علوية وذلك لاستخدامها كنقطة مراقبة واستكشاف ومنصات للمدفعية، وتم اختيار جبل رعوم نظرًا لوضعه الاستراتيجي وصعوبة الوصول إليه، حيث يبلغ ارتفاعه 450 مترا تقريبًا، وظل على ما هو عليه حتى هُزم اليمنيين بواسطة الجيش السعودي بقيادة الملك سعود والملك فيصل، على أثر ذلك اتفاقية الطائف بين السعودية واليمن، التي انهت الاعتداءات بين الطرفين. وبقيت قلعة رعوم كنقطة مراقبة أمنية لأعمال الدوريات الأمنية حتى عام 1372 هـ، لتتحول بعدها إلى معلم سياحي وأثري.

## البناء
القلعة مبنية من الحجر والطين، تحتوي على غرفتين وخزان مياه منحوت في الصخر، والقلعة مسقوفة بخشب النخيل والسدر والأثل ويؤدي لها طريق واحد فقط على شكل درج. القلعة محاطة بسور خارجي كبير مشيد من الحجارة المربعة ومزين من الأعلى بشرفات دفاعية وبداخله خمس غرف مبنية من الطين والحجارة والجص وسقفها من خشب النخيل والاثل والسدر، وبها درج متعرج، عاكسة بذلك تاريخ المنطقة وحضارتها وفنها المعماري.

## صور

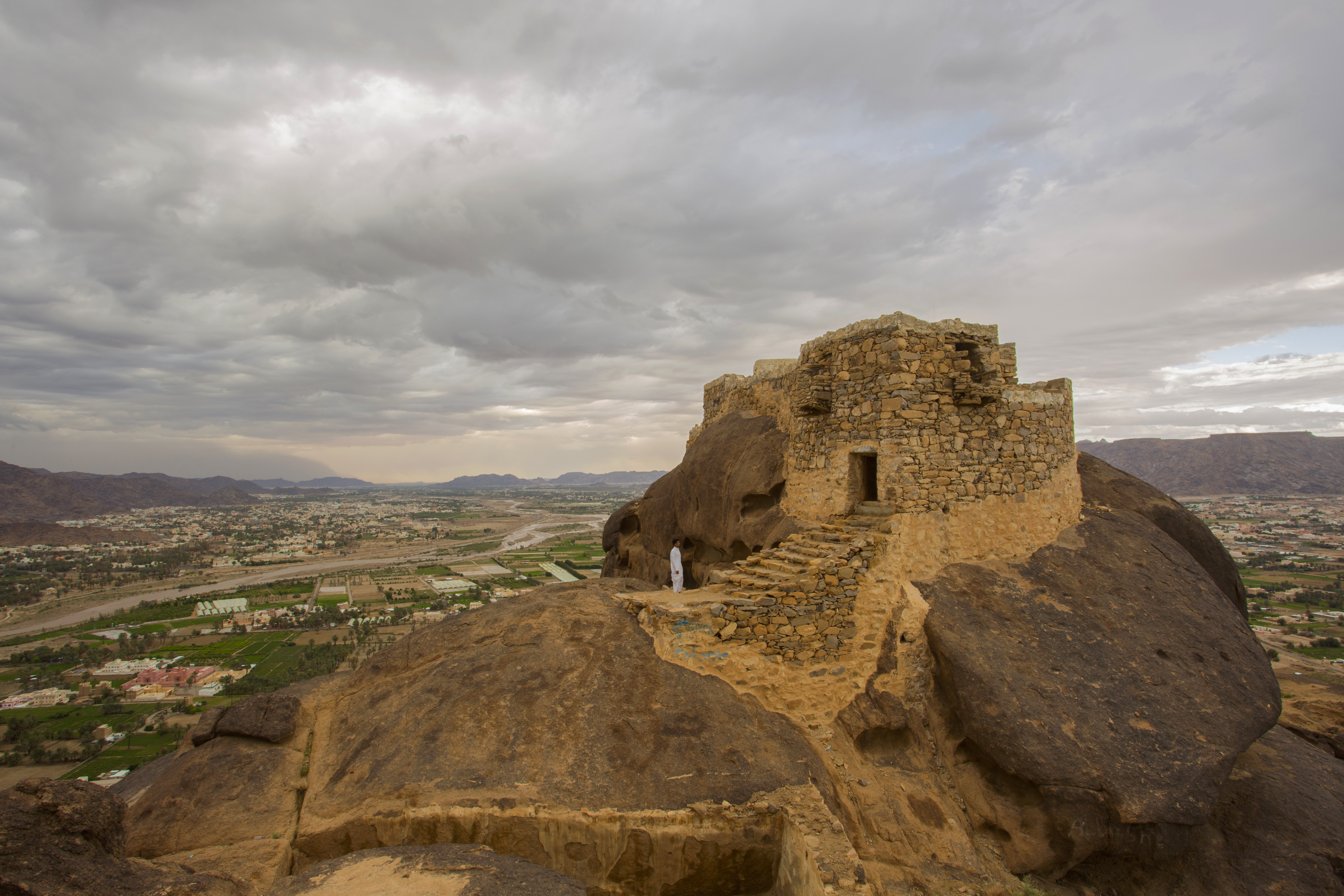
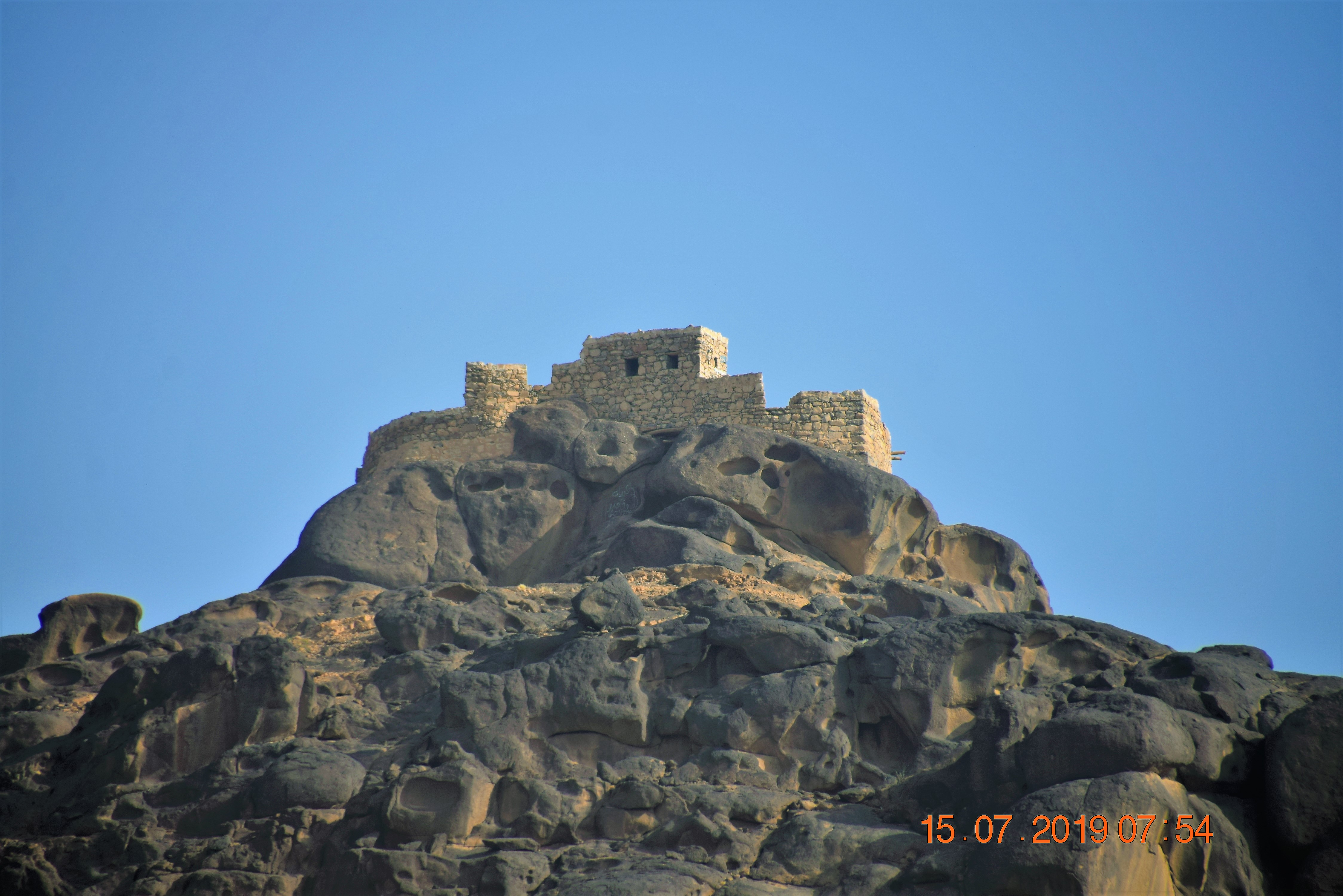